# 3295 Муракамі
3295 Муракамі (3295 Murakami) — астероїд головного поясу, відкритий 17 лютого 1950 року.
Тіссеранів параметр щодо Юпітера — 3,306.